# Copa Governador do Estado da Bahia de 2016
A Copa Governador do Estado da Bahia de 2016 foi a oitava edição da competição de futebol realizada na Bahia pela Federação Bahiana de Futebol. Nessa edição teve a presença de oito clubes divididos em dois grupos. O campeão poderia escolher em disputar a Copa do Brasil de 2017 ou o Campeonato Brasileiro Série D 2017, e o segundo colocado iria para o campeonato oposto, a depender da escolha da equipe campeã.

## Clubes participantes
Diferentemente das outras edições, em que o critério para participar, era a colocação do clube no Campeonato Baiano do mesmo ano, nesse ano, a FBF abriu inscrição para todos os clubes e 8 tiveram interesse. Nessa edição teve duas novidades: a dupla Ba-Vi pela primeira vez não disputou, e a inclusão de um novo clube, o PFC Cajazeiras.
| Clube                  | Cidade               | Estádio          | Capacidade | Em 2015        | Títulos (mais recente) |
| ---------------------- | -------------------- | ---------------- | ---------- | -------------- | ---------------------- |
| Atlântico              | Lauro de Freitas     | Pituaçu          | 32.157     | Não Participou | 0 (não possui)         |
| Atlético de Alagoinhas | Alagoinhas           | Carneirão        | 12.000     | Não Participou | 0 (não possui)         |
| Fluminense de Feira    | Feira de Santana     | Joia da Princesa | 16.274     | Campeão        | 2 (2015)               |
| Jacobina               | Jacobina             | José Rocha       | 5.000      | 6º             | 0 (não possui)         |
| Jacuipense             | Riachão do Jacuípe   | Valfredão        | 5.000      | Não Participou | 0 (não possui)         |
| PFC Cajazeiras         | Salvador             | Pituaçu          | 32.157     | Não Participou | 0 (não possui)         |
| Teixeira de Freitas    | Teixeira de Freitas  | Tomatão          | 3.000      | Não Participou | 0 (não possui)         |
| Vitória da Conquista   | Vitória da Conquista | Lomantão         | 12.500     | 7º             | 4 (2014)               |

## Locais de competição

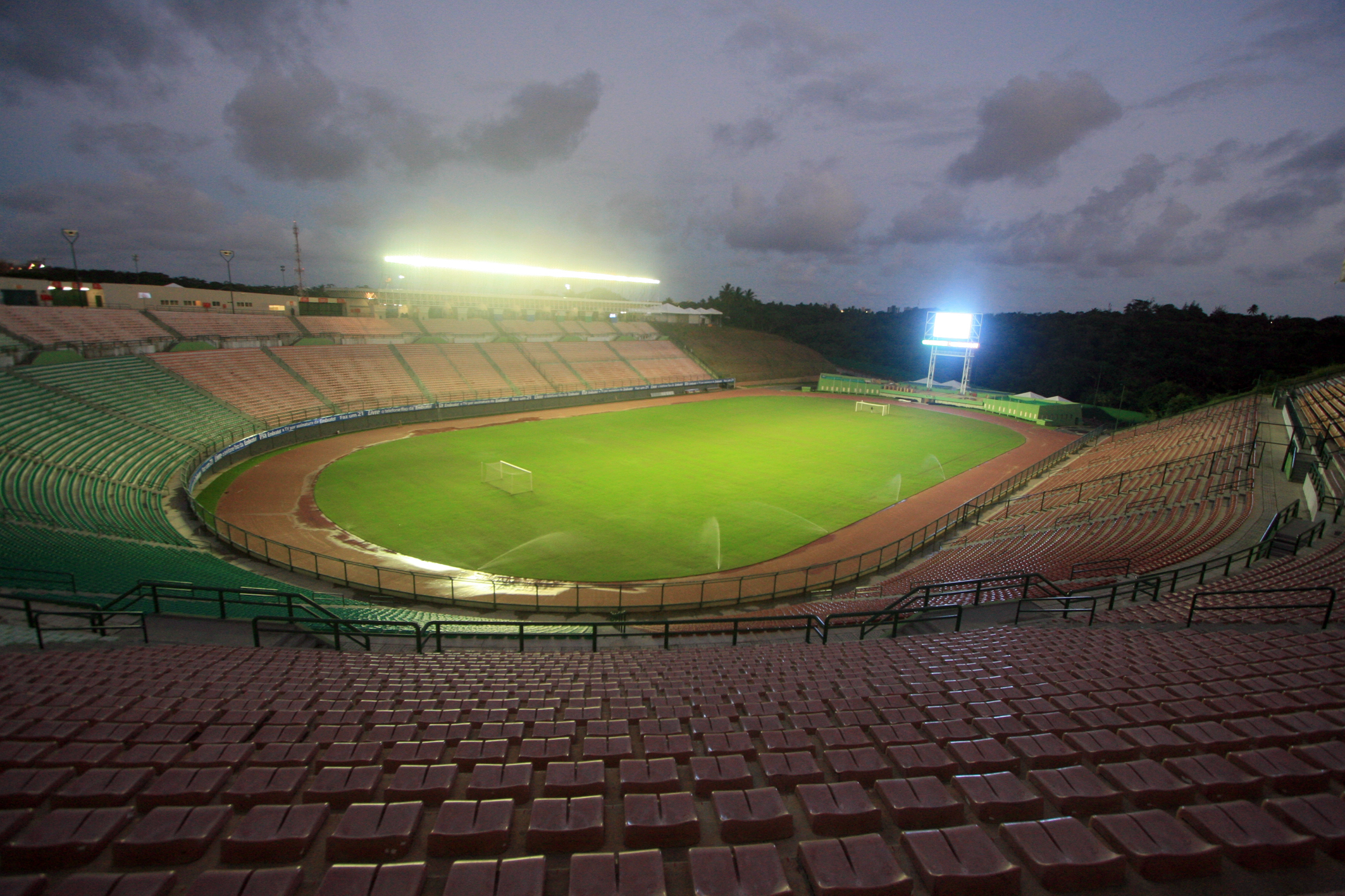
Pituaçu
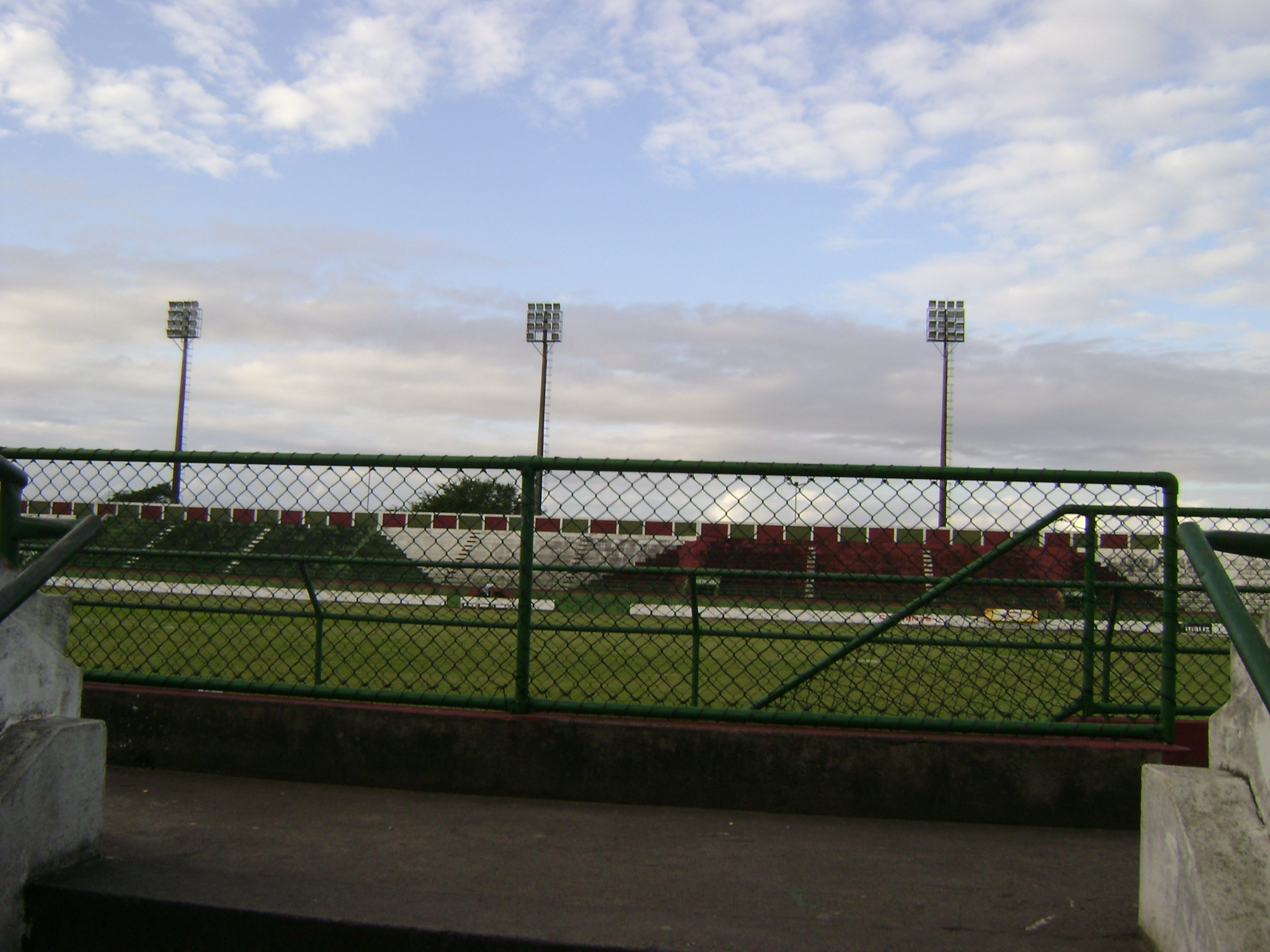
Joia da Princesa
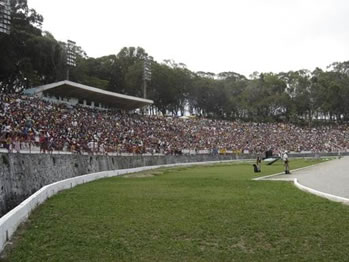
Lomantão
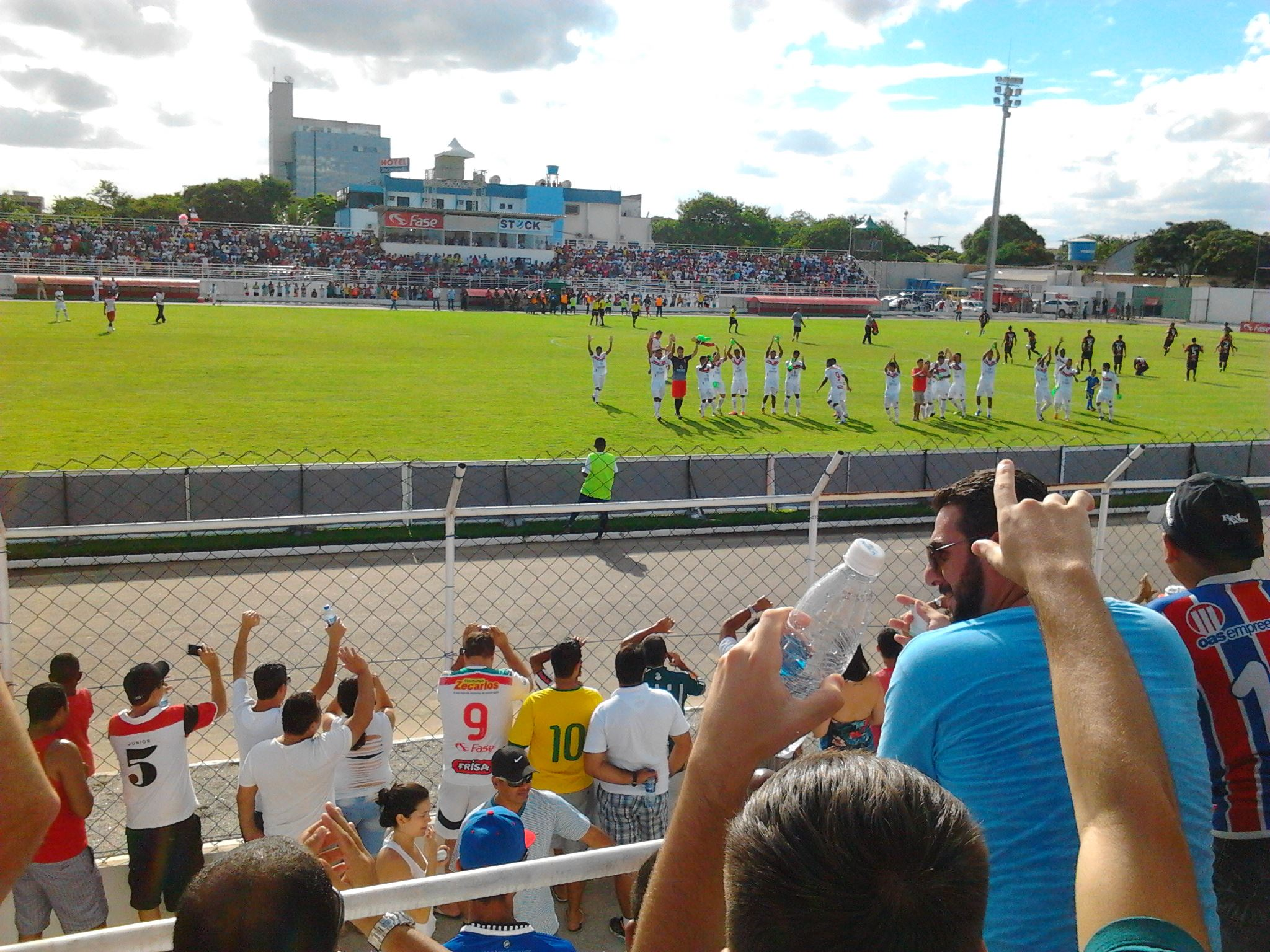
Tomatão

## Primeira fase
Os oito clubes divididos em dois grupos jogaram entre si dentro dos grupos jogos de ida, totalizando três jogos para cada clube nessa primeira fase. Apenas os dois primeiros de cada grupo avançaram à fase final.

### Grupo 1
| 1 | Jacobina               | 7 | 3 | 2 | 1 | 0 | 6 | 3 | 3  |
| 2 | Jacuipense             | 5 | 3 | 1 | 2 | 0 | 5 | 3 | 2  |
| 3 | Atlântico              | 4 | 3 | 1 | 1 | 1 | 5 | 5 | 0  |
| 4 | Atlético de Alagoinhas | 0 | 3 | 0 | 0 | 3 | 3 | 8 | -5 |

| Atlântico              | —   | 3–1 |     |     |
| Atlético de Alagoinhas |     | —   | 1–2 |     |
| Jacobina               | 3–1 |     | —   | 1–1 |
| Jacuipense             | 1–1 | 3–1 |     | —   |

### Grupo 2
| 1 | Vitória da Conquista | 7 | 3 | 2 | 1 | 0 | 12 | 4  | 8  |
| 2 | Fluminense de Feira  | 7 | 3 | 2 | 1 | 0 | 7  | 3  | 4  |
| 3 | PFC Cajazeiras       | 3 | 3 | 1 | 0 | 2 | 3  | 8  | -5 |
| 4 | Teixeira de Freitas  | 0 | 3 | 0 | 0 | 3 | 3  | 10 | -7 |

| Fluminense de Feira  | —   | 4–1 | 1–0 |     |
| PFC Cajazeiras       |     | —   |     | 0–3 |
| Teixeira de Freitas  |     | 1–2 | —   |     |
| Vitória da Conquista | 2–2 |     | 7–2 | —   |

 Para ler a tabela, a linha horizontal representa os jogos da equipe como mandante. A coluna vertical indica os jogos da equipe como visitante.
| Vitória do mandante. | Vitória do visitante. | Empate. |

## Fase final
|  | Semifinais           | Semifinais           | Semifinais | Semifinais |   |          | Final | Final | Final | Final |
|  |                      |                      |            |            |   |          |       |       |       |       |
|  | Fluminense de Feira  | 1                    | 3          | 4          |   |          |       |       |       |       |
|  | Jacobina             | 2                    | 3          | 5          |   |          |       |       |       |       |
|  | Jacobina             | 2                    | 3          | 5          |   | Jacobina | 0     | 0     | 0     |       |
|  |                      |                      |            |            |   | Jacobina | 0     | 0     | 0     |       |
|  |                      | Vitória da Conquista | 2          | 1          | 3 |          |       |       |       |       |
|  | Jacuipense           | Vitória da Conquista | 2          | 1          | 3 | 1        | 2     | 3     |       |       |
|  | Jacuipense           |                      |            |            |   | 1        | 2     | 3     |       |       |
|  | Vitória da Conquista | 2                    | 3          | 5          |   |          |       |       |       |       |

## Estatísticas

### Maiores públicos
Esses são os nove maiores públicos do Campeonato:
| Nº | Público[i] | Mandante            | Placar | Visitante              | Estádio          | Data          | Rodada    |
| -- | ---------- | ------------------- | ------ | ---------------------- | ---------------- | ------------- | --------- |
| 1  | 1 132      | Fluminense de Feira | 1–2    | Jacobina               | Joia da Princesa | 30 de outubro | Semi      |
| 2  | 986        | Fluminense de Feira | 1–0    | Teixeira de Freitas    | Joia da Princesa | 16 de outubro | 2ª rodada |
| 3  | 783        | Fluminense de Feira | 4–1    | PFC Cajazeiras         | Joia da Princesa | 23 de outubro | 3ª rodada |
| 4  | 762        | Jacobina            | 1–1    | Jacuipense             | José Rocha       | 16 de outubro | 2ª rodada |
| 5  | 668        | Jacobina            | 3–1    | Atlântico              | José Rocha       | 23 de outubro | 3ª rodada |
| 6  | 570        | Jacuipense          | 3–1    | Atlético de Alagoinhas | Valfredão        | 23 de outubro | 3ª rodada |
| 7  | 546        | Jacuipense          | 1–1    | Atlântico              | Valfredão        | 9 de outubro  | 1ª rodada |

- i. ^ Considera-se apenas o público pagante

### Menores públicos
Esses são os nove menores públicos do Campeonato:
| Nº | Público[i] | Mandante               | Placar | Visitante              | Estádio   | Data          | Rodada    |
| -- | ---------- | ---------------------- | ------ | ---------------------- | --------- | ------------- | --------- |
| 1  | 95         | Teixeira de Freitas    | 1–2    | PFC Cajazeiras         | Tomatão   | 9 de outubro  | 1ª rodada |
| 2  | 192        | Atlético de Alagoinhas | 1–2    | Jacobina               | Carneirão | 12 de outubro | 1ª rodada |
| 3  | 384        | Jacuipense             | 1–2    | Vitória da Conquista   | Valfredão | 29 de outubro | Semi      |
| 4  | 439        | Vitória da Conquista   | 7–2    | Teixeira de Freitas    | Lomantão  | 23 de outubro | 3ª rodada |
| 5  | 465        | Atlântico              | 3–1    | Atlético de Alagoinhas | Barradão  | 15 de outubro | 2ª rodada |
| 6  | 465        | PFC Cajazeiras         | 0–3    | Vitória da Conquista   | Barradão  | 15 de outubro | 2ª rodada |
| 7  | 483        | Vitória da Conquista   | 2–2    | Fluminense de Feira    | Lomantão  | 9 de outubro  | 1ª rodada |

- i. ^ Considera-se apenas o público pagante

### Classificação geral
A classificação geral leva em conta a colocação dos clubes em cada uma das fases, a partir da fase final, e não a pontuação total.
| Pos | Times                  | Pts | J | V | E | D | GP | GC | SG | Classificação                                        |
| --- | ---------------------- | --- | - | - | - | - | -- | -- | -- | ---------------------------------------------------- |
| 1   | Vitória da Conquista   | 19  | 7 | 6 | 1 | 0 | 20 | 7  | 13 | Campeão e classificado para a Copa do Brasil de 2017 |
| 2   | Jacobina               | 11  | 7 | 3 | 2 | 2 | 11 | 10 | 1  | Vice-campeão e classificado para a Série D de 2017   |
| 3   | Fluminense de Feira    | 8   | 5 | 2 | 2 | 1 | 11 | 8  | 3  | Eliminados nas semifinais                            |
| 4   | Jacuipense             | 5   | 5 | 1 | 2 | 2 | 8  | 8  | 0  | Eliminados nas semifinais                            |
| 5   | Atlântico              | 4   | 3 | 1 | 1 | 1 | 5  | 5  | 0  | Eliminados na primeira fase                          |
| 6   | PFC Cajazeiras         | 3   | 3 | 1 | 0 | 2 | 3  | 8  | -5 | Eliminados na primeira fase                          |
| 7   | Atlético de Alagoinhas | 0   | 3 | 0 | 0 | 3 | 3  | 8  | -5 | Eliminados na primeira fase                          |
| 8   | Teixeira de Freitas    | 0   | 3 | 0 | 0 | 3 | 3  | 10 | -7 | Eliminados na primeira fase                          |

## Premiação
| Copa Governador da Bahia 2016    |
| -------------------------------- |
| VITÓRIA DA CONQUISTA (5° título) |